# Franz Schneider (Schauspieler)
Franz Wilhelm Schneider (* 18. März 1916 in Köln-Sülz; † 13. Mai 1985 in Frechen) war ein deutscher Volksschauspieler und Hörspielsprecher, der auf Hochdeutsch und in rheinischer Mundart spielte.

## Leben
Schneider war von Beruf Außenhandelskaufmann und ging 1939 zur Marine. Nach dem Zweiten Weltkrieg bewarb er sich in Köln beim Millowitsch-Theater und erhielt kleinere Rollen. 1951 hatte er einen kleinen Auftritt in dem Film Der Tiger Akbar, auch bekannt unter dem Titel Panik im Zirkus Williams unter der Regie von Harry Piel. Den komödiantischen Durchbruch erzielte er mit einer Rolle im Theaterstück Der Etappenhase, das 1953 auch im Fernsehen übertragen wurde. Seither hatte er zahlreiche Auftritte mit Lucy und Willy Millowitsch im Theater und bei den Liveübertragungen der Stücke sowie in Filmen wie etwa Die Familie Hesselbach im Urlaub im Jahr 1955 oder Dicke Luft 1962.

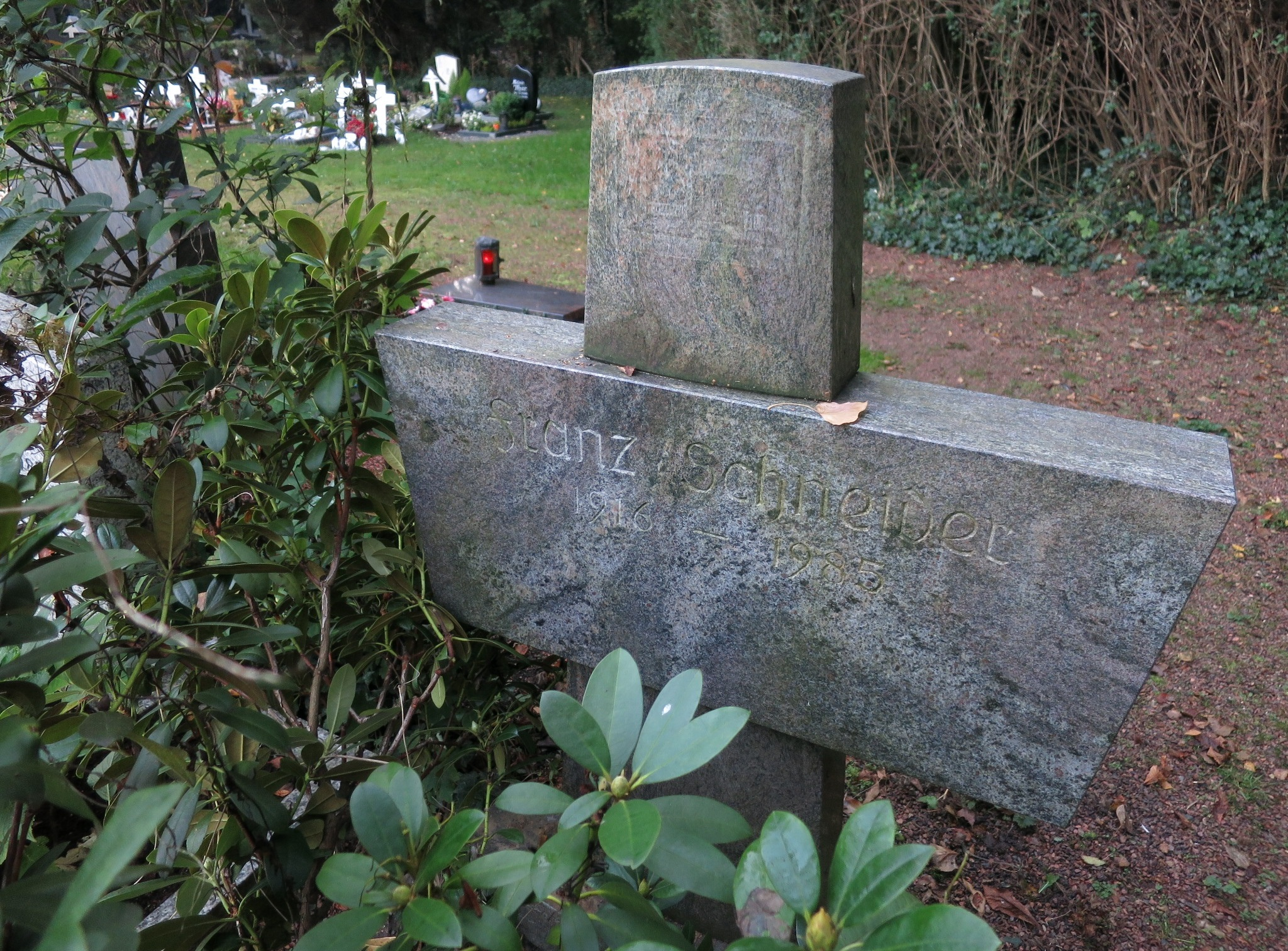
Franz Schneider (1916–85) – Grab auf dem Frechener Hauptfriedhof Sankt Audomar

Er war auch Sprecher in zahlreichen Hörspielen, wie beispielsweise als Buchhalter Münzenberger in der vom HR produzierten Hörspielserie Hesselbach GmbH, nach der ab 1960 auch die Fernsehserie Die Firma Hesselbach entstand. Häufiger sprach er auch beim NWDR und dessen Rechtsnachfolger, dem WDR. So agierte er zusammen mit Theaterkollegen wie den Geschwistern Millowitsch und Elsa Scholten unter anderem in einigen Mundarthörspielen, aber auch in zwei der Paul-Temple-Hörspielen war er in kleinen Nebenrollen zu hören.
Nach einem Schlaganfall 1965 blieb er auf den Rollstuhl angewiesen und konnte nicht mehr auftreten.
Franz Schneider starb 1985 in Frechen. Beerdigt wurde er auf dem Frechener Hauptfriedhof Sankt Audomar (Flur 19 Reihe 14).

## Filmografie
- 1951: Der Tiger Akbar
- 1953: Der Etappenhase (Fernsehen)
- 1954: Drei kölsche Jungens (Fernsehen)
- 1954: Das goldene Kalb (Fernsehen)
- 1954: Das Glücksmädel (Fernsehen)
- 1954: Prinzess Wäscherin: Die rote Jule (Fernsehen)
- 1954: Die Zwangseinweisung (Fernsehen)
- 1954: Die Familie Hesselbach
- 1955: Der blaue Heinrich (Fernsehen)
- 1955: Der verkaufte Großvater (Fernsehen)
- 1955: Die Familie Hesselbach im Urlaub
- 1956: Der Etappenhase (Fernsehen)
- 1958: Die spanische Fliege (Fernsehen)
- 1959: Der keusche Lebemann (Fernsehen)
- 1959: Schneider Wibbel (Fernsehen)
- 1959: Der müde Theodor (Fernsehen)
- 1959: Laß mich am Sonntag nicht allein
- 1960: Der Meisterboxer (Fernsehen)
- 1960: Der blaue Heinrich (Fernsehen)
- 1960: Der wahre Jakob
- 1960: Der kühne Schwimmer (Fernsehen)
- 1960: Willy, der Privatdetektiv
- 1961: Im Nachtjackenviertel (Fernsehen)
- 1961: Der Hochtourist
- 1961: Robert und Bertram
- 1962: Die Firma Hesselbach – Folge 26: Die Erbschaft (Fernsehserie / nur Stimme)
- 1962: Dicke Luft
- 1962: Tante Jutta aus Kalkutta (Fernsehen)
- 1963: Tim Frazer (Sechsteiliger Fernsehfilm von Francis Durbridge)
- 1963: Der Maulkorb (Fernsehen)
- 1964: Der Pedell (Fernsehen)
- 1964: Die drei Scheinheiligen
- 1965: Donaug’schichten, Folge: W. M. und der Kapitän (Fernsehserie)
- 1966: Melissa (Dreiteiliger Fernsehfilm von Francis Durbridge)
- 1979: Extratouren (Archivmaterial – Fernsehen)

## Hörspiele (Auswahl)
- 1948: Schweinefleisch in Dosen – Regie: Wilhelm Semmelroth
- 1949: Der verkaufte Großvater – Regie: Wilhelm Semmelroth
- 1949: Der eiserne Besen – Regie: Wilhelm Semmelroth
- 1950: Lumpazivagabundus am Rhein – Regie: Wilhelm Semmelroth
- 1951: Aus den Geheimakten von Scotland Yard; 2. Folge: Ein junges Mädchen und ein junger Mann – Regie: Eduard Hermann
- 1951: Revolte der Schlittenhunde – Regie: Raoul Wolfgang Schnell
- 1951: Das Krähenspiel – Regie: Wilhelm Semmelroth
- 1951: Aus den Geheimakten von Scotland Yard; 4. Folge: Eine ehrgeizige Krankenschwester – Regie: Eduard Hermann
- 1951: Paul Temple und der Fall Curzon – Regie: Eduard Hermann
- 1951: Wem gehört das Bild? – Regie: Wilhelm Semmelroth
- 1952: Erasmus im stillen Winkel – Regie: Wilhelm Semmelroth
- 1952: Der Sündenbock – Regie: Wilhelm Semmelroth
- 1952: Unsere Straße – Regie: Ulrich Erfurth
- 1953: Neues aus Schilda (Einführungssendung) – Regie: Wilhelm Semmelroth
- 1953: Neues aus Schilda; 1. Folge (Genauer Folgentitel unbekannt) – Regie: Wilhelm Semmelroth
- 1953: Neues aus Schilda; 5. Folge: Das Loch in der Gerechtigkeit – Regie: Eduard Hermann
- 1953: Der Hammer – Regie: Wilhelm Semmelroth
- 1954: Der tolle Hund – Regie: Wolf Schmidt
- 1954: Fliegen und Trompetenblasen – Regie: Hermann Pfeiffer
- 1954: Prokurist a. D. Hesselbach, Büro für Lebensberatung (Hörspielserie von und mit Wolf Schmidt) – Regie: Otto Stadler
- 1954: Maler Bocks Huhzick – Regie: Fritz Peter Vary
- 1954: Der Glückskandidat – Regie: Hermann Pfeiffer
- 1954: Das große Wagnis – Regie: Kurt Meister
- 1954: Das hessische Weihnachtsspiel – Regie: Hanns-Ludwig Wiechmann
- 1954–56: Hesselbach GmbH (Hörspielserie von und mit Wolf Schmidt) – Regie: Karlheinz Schilling
- 1955: Neues aus Schilda (4. Hörerpost-Sendung) – Regie: Wilhelm Semmelroth
- 1955: Las Casas vor Karl V. – Regie: Irmfried Wilimzig
- 1955: Neues aus Schilda (6. Hörerpost-Sendung) – Regie: Wilhelm Semmelroth
- 1955: Der Überfall auf das Kloster – Regie: Fränze Roloff
- 1955: Der Schatz im Silbersee (Mehrteiliges Hörspiel nach Karl May) – Regie: Kurt Meister
- 1955: Neues aus Schilda; Folge: Der Esel am schwarzen Brett – Regie: Hermann Pfeiffer
- 1955: Die Bürger von Calais – Regie: Wilhelm Semmelroth
- 1956: Paul Temple und der Fall Madison – Regie: Eduard Hermann
- 1956: Der Silberstrahl (Sherlock-Holmes-Erzählung nach Arthur Conan Doyle) – Regie: Eduard Hermann
- 1956: Kölsch Galgespill – Regie: Fritz Peter Vary
- 1957: Kölsch Kreppespill – Regie: Fritz Peter Vary
- 1958: Auf einer Straußenfarm in Südafrika – Regie: Kurt Meister
- 1958: Old Surehand (Mehrteiliges Hörspiel nach Karl May) – Regie: Kurt Meister
- 1958: De Krohl als Wohrsager – Regie: Fritz Peter Vary
- 1959: De gäl Färv – Regie: Fritz Peter Vary
- 1959: Der Mann mit der Nummer – Regie: Gerd Martienzen
- 1959: Der Mann mit dem Trick – Regie: Gerd Martienzen
- 1959: Der Mann mit dem Taxi – Regie: Gerd Martienzen
- 1960 und 1962: Wat dä Schmitzens all passeet – Regie: Fritz Peter Vary

## Anmerkung
Bei einigen hier angegebenen Filmen und Hörspielen könnte ein anderer Schauspieler gleichen Namens, nämlich Franz Johann Schneider (* 10. Juni 1886 in Mainz; † 1. Februar 1968 in Heusenstamm) mitgewirkt haben. Dieses gilt insbesondere für die hessischen Filme und Hörspiele der Hesselbach-Reihe. Siehe hierzu auch die Diskussionsseite.